# Rakowskie
Rakowskie (lit. Rakauskai) – wieś na Litwie, w okręgu wileńskim, w rejonie święciańskim, w gminie Świrki.

## Historia
W czasach zaborów wieś rządowa w gminie Huduciszki, w powiecie święciańskim, w guberni wileńskiej Imperium Rosyjskiego. W 1866 miała 58 mieszkańców w 9 domach. W 1905 roku liczyła 78 mieszkańców, 130 dziesięcin.
W dwudziestoleciu międzywojennym wieś leżała w Polsce, w województwie wileńskim, w powiecie święciańskim, w gminie Hoduciszki.
W 1931 w 15 domach zamieszkiwało 65 osób.
Od 1945 roku w Litewskiej Socjalistycznej Republice Radzieckie.
Od 1990 na niepodległej Litwie.